# Чемпионат мира по фехтованию 1963
Чемпионат мира по фехтованию 1963 года проходил с 15 по 28 июля в Гданьске (Польша). Среди мужчин соревнования проходили в личном и командном зачёте по фехтованию на саблях, рапирах и шпагах, среди женщин — только первенство на рапирах в личном и командном зачёте.

## Общий медальный зачёт
| Место | Страна  | Золото | Серебро | Бронза | Всего |
| ----- | ------- | ------ | ------- | ------ | ----- |
| 1     | СССР    | 3      | 1       | 1      | 5     |
| 2     | Польша  | 2      | 3       | 1      | 6     |
| 3     | Венгрия | 1      | 2       | 3      | 6     |
| 4     | Франция | 1      | 2       | 1      | 4     |
| 5     | Австрия | 1      | 0       | 0      | 1     |
| 6     | Италия  | 0      | 0       | 2      | 2     |
| Всего | Всего   | 8      | 8       | 8      | 24    |

## Медалисты

### Мужчины
| Дисциплина                  | Золото                                                                                        | Серебро                                                                                  | Бронза                                                                                    |
| --------------------------- | --------------------------------------------------------------------------------------------- | ---------------------------------------------------------------------------------------- | ----------------------------------------------------------------------------------------- |
| Шпага Личное первенство     | Роланд Лозерт                                                                                 | Ив Дрейфус                                                                               | Гурам Костава                                                                             |
| Шпага Командное первенство  | Польша · Богдан Гонсёр · Богдан Анджеевский · Хенрик Нелаба · Рышард Парульский · Ежи Стжалка | Франция · Ив Дрейфус · Жак Гитте · Арман Муйяль · Клод Буркар · Рене Керу                | Венгрия · Арпад Барань · Тамаш Габор · Иштван Каус · Дьёзё Кульчар · Золтан Немере        |
| Рапира Личное первенство    | Жан-Клод Маньян                                                                               | Рышард Парульский                                                                        | Эгон Франке                                                                               |
| Рапира Командное первенство | СССР · Марк Мидлер · Герман Свешников · Юрий Рудов · Виктор Жданович · Юрий Шаров             | Польша · Витольд Войда · Эгон Франке · Януш Ружицкий · Рышард Парульский · Хенрик Нелаба | Франция · Жан-Клод Маньян · Жак Куртийя · Даниэль Ревеню · Пьер Родоканаши · Ги Баррабино |
| Сабля Личное первенство     | Яков Рыльский                                                                                 | Ежи Павловский                                                                           | Владимиро Каларезе                                                                        |
| Сабля Командное первенство  | Польша · Ежи Павловский · Войцех Заблоцкий · Анджей Пионтковский · Эмиль Охира · Рышард Зуб   | СССР · Умяр Мавлиханов · Марк Ракита · Нугзар Асатиани · Яков Рыльский · Валерий Житный  | Венгрия · Петер Баконьи · Аттила Ковач · Миклош Месена · Тибор Пежа · Йожеф Шцеренчеш     |

### Женщины
| Дисциплина                  | Золото                                                                                               | Серебро                                                                                           | Бронза                                                                                               |
| --------------------------- | --- | ------------------------------------------------------------------------------------------------- | --- |
| Рапира Личное первенство    | Ильдико Рейтё                                                                                        | Лидия Дёмёльки                                                                                    | Каталин Юхас                                                                                         |
| Рапира Командное первенство | СССР · Галина Горохова · Александра Забелина · Алла Шепелева · Диана Никанчикова · Татьяна Самусенко | Венгрия · Магдолна Ньари-Ковач · Каталин Юхас · Ильдико Рейтё · Лидия Дёмёльки · Каталин Салонтай | Италия · Бруна Коломбетти-Перончини · Наталина Сангинетти · Джованна Машотта · Антонелла Раньо-Лонци |